# Temperované ladění
Temperované ladění je v hudbě způsob ladění, při kterém jsou některé čisté intervaly záměrně rozladěny, aby se docílilo přesnějšího naladění intervalů jiných. 
Zavedení temperovaného ladění v 18. století bylo důsledkem potřeby modulace do vzdálených tónin na nástrojích s pevně naladěnými tóny.
Jako temperované ladění bývá dnes (ne úplně přesně) často označované rovnoměrně temperované ladění, které je v současnosti nejpoužívanějším laděním v evropské hudbě. 

## Nerovnoměrně temperovaná ladění
U nerovnoměrně temperovaných ladění jsou velikosti intervalů upraveny nestejně. Každá tónina má proto odlišný zvukový charakter. Několik základních blízkých tónin zní obvykle nejlépe, u vzdálenějších bývají některé intervaly silně disonantní. Nerovnoměrně temperovaných ladění byl vytvořen velký počet, např.:
- Parejovo ladění (1482)
- Schlickovo ladění (1511)
- Grammateovo ladění (1518)
- Středotónové ladění (nejrozšířenější ladění 16.–17. století)
- Werckmeisterovo ladění (1691)
- Kirnbergerovo ladění (1766, 1771, 1779)
- Silbermannovo ladění (I., II., III.)
- Vallottiho ladění
- Youngovo ladění

## Rovnoměrně temperované ladění
U rovnoměrně temperovaného ladění jsou všechny intervaly stejného druhu (kvinty, kvarty, tercie atd.) přesně stejně velké.